# Karl Kreutzberg
Karl Kreutzberg (Aachen, 1912. február 15. – Düren, 1977. augusztus 13.) olimpiai bajnok német kézilabdázó.
Részt vett az 1936. évi nyári olimpiai játékokon, amit Berlinben rendeztek. A kézilabdatornán játszott, amit a német válogatott meg is nyert. A csapat veretlenül lett bajnok és mindenkit nagy arányban győztek le.